# Albert Montigny
Albert Jules Auguste Montigny (né  le 26 avril 1900 à Villers-en-Cauchies, dans le département du Nord et mort le 14 novembre 1967 à Clichy) est un acteur français.

## Filmographie
- 1932 : Les Gaietés de l'escadron de Maurice Tourneur - Le maréchal des logis Dupont
- 1932 : La saisie de Jean Marguerite - court métrage -
- 1933 : Le Dernier Preux de Pierre-Jean Ducis - court métrage -
- 1934 : Les Géants de la route de Pierre-Jean Ducis - court métrage -
- 1934 : Nous irons à Tombouctou de René Petit et Eddy Max - court métrage - Geprges
- 1934 : Quatre à Troyes de Pierre-Jean Ducis - moyen métrage -
- 1937 : Double crime sur la ligne Maginot de Félix Gandéra
- 1937 : Orage de Marc Allégret
- 1938 : Métropolitain de Maurice Cam
- 1942 : Retour de flamme de Henri Fescourt
- 1943 : Service de nuit de Jean Faurez
- 1944 : Mademoiselle X de Pierre Billon
- 1944 : Florence est folle de Georges Lacombe
- 1945 : La Fille aux yeux gris de Jean Faurez
- 1945 : François Villon de André Zwobada
- 1945 : Raboliot de Jacques Daroy
- 1946 : Martin Roumagnac de Georges Lacombe
- 1947 : Fausse Identité d'André Chotin
- 1948 : Le vieux maire de Alain Pol et Paul Colline - court métrage - Le préfet
- 1949 : Le portefeuille de André Cerf - court métrage -
- 1950 : Fusillé à l'aube de André Haguet
- 1953 : Une nuit à Megève de Raoul André
- 1955 : Gas-Oil de Gilles Grangier
- 1957 : Le rouge est mis de Gilles Grangier
- 1957 : Un certain Monsieur Jo de René Jolivet
- 1960 : Le Mouton de Pierre Chevalier

## Théâtre
- 1942 : Dans sa candeur naïve de Jacques Deval, mise en scène Marcel Vergne,  Théâtre Daunou